# Johnny Guzmán
Dionini Ramón Guzmán Estrella, conocido como Johnny Guzmán (nacido el 21 de enero de 1971 en Montecristi) es un ex lanzador dominicano que jugó en las Grandes Ligas de Béisbol. Firmado por los Atléticos de Oakland como amateur en 1988, debutó en Grandes Ligas en 1991 después de pasar casi tres años en el sistema de ligas menores del equipo. Guzmán se mantuvo lanzando hasta 1992 terminando con un récord de 1 victoria, 0 derrota, 10.13 de efectividad, en 7 juegos, 3 finalizados en 8.0 innins lanzados. Permitió 19 hits, 9 carreras (todas limpias), dio 2 bases por bolas y ponchó 3 bateadores.